# Willy Dirtl
Willy Dirtl (* 4. März 1931 in Leopoldsdorf, Niederösterreich als Wilhelm Franz Dirtl; † 17. Juli 2019 in Kitzbühel) war ein österreichischer Balletttänzer und Choreograf. Von 1954 bis 1970 war er Erster Solotänzer des Wiener Staatsopernballetts.

## Leben
Willy Dirtl wurde in Leopoldsdorf, unmittelbar südlich der heutigen Wiener Stadtgrenze, geboren und in Hennersdorf, der damals für Leopoldsdorf zuständigen Pfarre, getauft. Er kam durch seine Tante Risa Dirtl (1902–1989), die Solotänzerin an der Staatsoper war, zur Tanzkunst und kam 1940 als Eleve an die Ballettschule der Wiener Staatsoper. Weitere Lehrer waren Willy Fränzl (1898–1982) und Erika Hanka (1905–1958). Die Hauptschule besuchte Dirtl nur sporadisch, hatte er doch eine von Joseph Goebbels persönlich unterfertigte Erlaubnis, die ihn vom Schulunterricht für die Proben und Theatervorstellungen befreite. Nebenbei war er ab seiner Kindheit auch als Fußballspieler aktiv, gewann als 16-Jähriger mit seinem Heimatverein einen Landesmeistertitel und hatte noch in seiner Jugend ein Angebot des SK Rapid Wien, der ihn für ein Gehalt von 1.200 Schilling im Monat verpflichten wollte, vorliegen. Durch Erika Hanka wurde er jedoch zum Balletttanz bewogen, woraufhin er seine Fußballkarriere weitestgehend einstellte.
1948 wurde er beim Corps de ballet des Staatsopernballetts angestellt, wurde 1950 Entréetänzer, 1951  Solotänzer und 1954 zum Ersten Solotänzer ernannt. Er absolvierte zahlreiche Gastspiele im Ausland (darunter in der Schweiz, in Deutschland, Italien, Schweden, Dänemark, Jugoslawien und Japan sowie in New York) und war daneben auch als Choreograf für Spielfilme und das Neujahrskonzert der Wiener Philharmoniker tätig. Ein Bühnenunfall zwang Dirtl im Jahre 1970, seine Bühnenkarriere zu beenden. Er arbeitete anschließend bei der Autofirma seines Schwiegervaters in St. Pölten.

### Ballett „Salade“
Ein Beispiel seines Wirkens an der Wiener Staatsoper war die Erstaufführung des Balletts „Salade“ am 2. Dezember 1963 gemeinsam mit „Die Geschöpfe des Prometheus“ und „Estro barbarico“: Ballett mit Gesang von Albert Flament, Musik von Darius Milhaud, Bühnenbild und Kostüme Fabrizio Clerici, Choreographie und Inszenierung von Aurel von Milloss, der Dirigent war Ettore Gracis. Hier bildeten Tänzer und Sänger eine Person, drei Beispiele: Willy Dirtl und Karl Terkal, Erika Zlocha und Emmy Loose sowie Dietlinde Klemisch und Mimi Coertse.
Am 25. Dezember 1963 wurde sein Sohn Christoph Dirtl, ein späterer Rallyefahrer, geboren. 1992 wurde Dirtl Ehrenmitglied der Wiener Staatsoper. An der Ballettschule Wiener Staatsoper wurde einer der Ballettsäle nach ihm benannt.
Willy Dirtl war mit der ehemaligen Tennisspielerin Erika Dirtl geb. Piermayr (1935–2010) verheiratet. Seine Frau starb am 22. Dezember 2010 im Alter von 75 Jahren bei einem Verkehrsunfall in Bonita Springs, Florida. Zusammen lebten die beiden seit den 1990er Jahren in Kitzbühel und zeitweise auch in Florida, wo das Ehepaar ein eigenes Haus hatte.
Willy Dirtl, ein begeisterter Jäger, starb am 17. Juli 2019 im Alter von 88 Jahren in Kitzbühel und wurde am 7. August 2019 am Hauptfriedhof St. Pölten bestattet.

## Auszeichnungen
- 1962: Österreichisches Ehrenkreuz für Wissenschaft und Kunst[10]
- 1992: Ehrenmitglied der Wiener Staatsoper[2]

## Filmografie(Auswahl)

### Als Darsteller / Tänzer
- 1951: Das Herz einer Frau
- 1952: Hannerl
- 1953: Hab’ ich nur Deine Liebe
- 1954: Bei Dir war es immer so schön
- 1955: Seine Tochter ist der Peter
- 1956: Ein tolles Hotel
- 1958: Das verräterische Herz
- 1964: Die große Kür
- 1964: Coppelia
- 1967: Das große Glück

### Als Choreograf
- 1953: Hab’ ich nur Deine Liebe
- 1959: Mädchen für die Mambo-Bar
- 1960: Kriminaltango
- 1961: Die Abenteuer des Grafen Bobby
- 1961: Junge Leute brauchen Liebe
- 1961: Saison in Salzburg
- 1962: Die Fledermaus
- 1962: Das süsse Leben des Grafen Bobby
- 1962: Hochzeitsnacht im Paradies
- 1962: Die lustige Witwe
- 1963: Sing, aber spiel nicht mit mir
- 1963: Der Musterknabe
- 1963: Charleys Tante
- 1964: Rote Lippen soll man küssen (Die ganze Welt ist himmelblau)
- 1964: Das hab ich von Papa gelernt
- 1965: … und sowas muß um 8 ins Bett